# Figure Reasoning Test
Figure Reasoning Test (FRT) er en intelligenstest som Mensa Danmark for tiden anvender som optagelsesprøve.
Testen består af 45 delopgaver, hver bestående af en 3*3-matrice hvori en "brik" mangler. Testantens opgave er i hver delopgave at udvælge en brik blandt et antal valgmuligheder som fuldender matricens logik.